# 職業訓練指導員 (製本科)
職業訓練指導員 (製本科)（しょくぎょうくんれんしどういん せいほんか）は、職業訓練指導員免許のうちの1つ。厚生労働省管轄。

## 受験資格
職業訓練指導員免許の受験資格と試験免除を参照。1級または2級製本技能士の保有者は実務経験不要で、1級合格者は実技と関連学科が免除され、2級合格者は実技が免除される。

## 試験科目

### 学科試験
1. 指導方法（職業訓練原理、教科指導法、訓練生の心理、生活指導及び職業訓練関係法規）
2. 関連学科
  1. 系基礎学科
    1. 印刷・製本（印刷の歴史　印刷方式　製本）
    2. デザイン（レイアウト　色彩　デザイン　模様）
    3. 安全衛生（安全管理　衛生管理）

  2. 専攻学科
    1. 製本法（書籍　製本工程　製本機械　製本用材料　製本法　装てい法）

### 実技試験
1. 製本